# USS Shark (SS-314)
Za druga plovila z istim imenom glejte USS Shark.
USS Shark (SS-314) je bila jurišna podmornica razreda balao v sestavi Vojne mornarice Združenih držav Amerike.